# Cadophora malorum
Cadophora malorum är en svampart som först beskrevs av Kidd & Beaumont, och fick sitt nu gällande namn av W. Gams 2000. Cadophora malorum ingår i släktet Cadophora, ordningen disksvampar, klassen Leotiomycetes, divisionen sporsäcksvampar och riket svampar.   Inga underarter finns listade i Catalogue of Life.